# Charles-Victor-Eugène Lefebvre

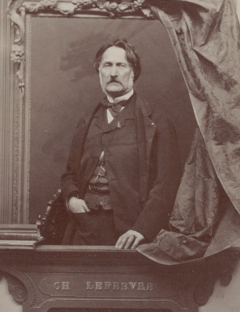
Charles-Victor-Eugène Lefebvre.

Charles-Victor-Eugène Lefebvre, född den 16 oktober 1805 i Paris, död där den 17 maj 1882, var en fransk historiemålare. Han var far till Charles Lefebvre.
Lefebvre, som var lärjunge till Gros och Abel de Pujol, utförde religiösa målningar för många kyrkor. Hans alster erinrar om den Davidska stilen. De är klart och omsorgsfullt komponerade, färgen hård och enkel. Lefebvre var även porträttmålare.